# La Chair (film, 1949)
Pour les articles homonymes, voir La Chair.
Pour plus de détails, voir Fiche technique et Distribution.
La Chair (Der Ruf) est un film allemand réalisé par Josef von Báky, sorti en 1949.  Il fait partie de la tradition d'après-guerre des films de décombres.

## Synopsis
Un professeur d'université juif retourne en Allemagne après l'exil de la Seconde Guerre mondiale. Ses espoirs de reconstruction sont mis à mal par l'antisémitisme de ses collègues et étudiants.

## Fiche technique
- Titre : La Chair
- Titre original : Der Ruf
- Réalisation : Josef von Báky
- Scénario : Fritz Kortner
- Musique : Georg Haentzschel
- Photographie : Werner Krien
- Montage : Wolfgang Becker
- Production : Richard König
- Société de production : Objectiv Film
- Société de distribution : Schorcht Filmverleih (Allemagne), Films International (États-Unis)
- Pays :  Allemagne de l'Ouest
- Genre : Drame
- Durée : 100 minutes
- Dates de sortie : 
  -  Allemagne de l'Ouest : 19 avril 1949
  -  États-Unis : 7 mars 1951

## Distribution
- Fritz Kortner : le professeur Mauthner
- Johanna Hofer : Lina
- Rosemary Murphy : Mary
- Lina Carstens : Emma
- William Sinnigen : Elliot
- Michael Murphy : Spencer
- Ernst Schröder : Walter
- Paul Hoffmann : Dr. Fechner
- Arno Assmann : Kurt
- Charles Régnier : Bertram
- Alwin Edwards : Homer
- Harald Mannl : le professeur Fraenkl
- Friedrich Domin : le professeur Helfert
- Hans Fitze : Rextor
- Otto Brüggemann : Dekan

## Distinctions
Le film a été présenté en sélection officielle en compétition au Festival de Cannes 1949.